# Michael Morhaime
Michael "Mike" Morhaime (n. 1967) este președinte și co-fondator al Blizzard Entertainment (fondată inițial în 1991 ca „Silicon & Synapse”), o companie producătoare de jocuri video din Irvine, California, deținută în prezent de Activision Blizzard. El este, de asemenea, un absolvent al Triangle Fraternity și a primit titlul bachelor's degree în 1990 de la UCLA.
În 2008 Morhaime a fost onorat la a 59-a ceremonie anuală Technology & Engineering Emmy Awards pentru creația Blizzard, World of Warcraft. Împreună cu Don Daglow de la Stormfront Studios și John Carmack de la id Software, Morhaime este unul dintre doar cei trei designeri sau producători care primește premii atât la Technology & Engineering Emmy Awards, cât și la Academy of Interactive Arts & Sciences Interactive Achievement Awards.
Morhaime joacă poker și a ajuns pe locul 2 în ediția din 2006 a turneului de poker Celebrity DICE. În ultima rundă, Mike s-a confruntat cu Scott Fischman si Perry Friedman (World Series of Poker professionals), precum și Ray Muzyka, co-fondator și CEO al companiei Bioware. După un joc dramatic de 45 de minute, Ray a ieșit victorios iar Morhaime a obținut locul 2.
Morhaime a absolvit Granada Hills High School în 1985 și este de asemenea un membru al L90ETC, o trupă de metal formată din și de către angajați Blizzard, unde el este basist. Avatarul său este un Troll masculin, Mai'Kyl. El apare, de asemenea, în episodul South Park, "Make Love, Not Warcraft".
În 2008, Morhaime a fost inclus în Academy of Interactive Arts and Sciences' Hall of Fame. În 2012, el a avut o apariție cameo în The Guild, un serial web despre viețile gamerilor și experiențele lor online cu un MMORPG care semăna cu World of Warcraft.

## Premii
Morhaime a câștigat Ernst & Young Entrepreneur Of The Year© Award Arhivat în 13 iunie 2012, la Wayback Machine. în 2012. 